# Syndromale Mikrophthalmie Typ 12 (MCOPS12)
Die Syndromale Mikrophthalmie Typ 12 (MCOPS12) ist eine sehr seltene angeborene Erkrankung mit einer Kombination von Mikrophthalmie mit Lungenhypoplasie und komplexer neurologischer Erkrankung wie schwere (progrediente) Bewegungsstörungen und geistige Behinderung. Sie ist eine Form der syndromalen Mikrophthalmie und wird durch eine Einzelpunkt-Missense-Mutation im Retinsäure-Rezeptor-beta-Gen (RARB) verursacht.
Die Erstbeschreibung stammt aus dem Jahre 2013 durch die kanadischen Humangenetiker Myriam Srour und Jacques Michaud.

## Verbreitung und Ursache
Die Häufigkeit wird mit unter 1 zu 1.000.000 angegeben. Die Vererbung erfolgt autosomal-dominant. Der Erkrankung liegen Mutationen im RARB-Gen auf Chromosom 3 Genort p24.2 zugrunde.

## Klinische Erscheinungen
Die Bewegungsstörungen können Spastik, Dystonie und Chorea umfassen. Darüber hinaus wurden Fehlbildungen wie unvollständige Lungenentwicklung (pulmonale Hypoplasie), Defekte des Kleinhirns (Chiari-Typ-I-Malformation) und Zwerchfellbrüche beobachtet.

## Das Gen
Das Retinsäure-Rezeptor-beta (RARB)-Gen (Gen-ID: 5915) befindet sich auf dem kurzen (p) Arm von Chromosom 3 (3p24.2). Es besteht aus 13 Exons, vier Promoterregionen und hat beim Menschen eine Größe von 423 kb. RARB kodiert Retinsäurerezeptor beta (RAR-beta), der zusammen mit den anderen Untertypen RAR-alpha und RAR-gamma zur Familie der Retinsäurerezeptoren gehört.
Im Falle von Genmutationen wurden mehrere Varianten einer Einzelpunktmutation identifiziert, wobei die Mutation c.1159C>T (p.R387C) am häufigsten auftritt (d. h. Cytosin wird durch Thymin im Nukleotid 1159 ersetzt, was dazu führt, dass Arginin (R) an der Aminosäureposition 387 in RARbeta durch Cystein (C) ersetzt wird). Die jeweilige Variante hat Auswirkungen auf den Krankheitsphänotyp, so dass es je nach Variante der Mutation zu heterogenen Ausprägungen der Krankheit kommt, abhängig von der Variante der Mutation.
RAR-beta ist ein nukleärer Rezeptor und Transkriptionsfaktor. Nach Aktivierung durch Retinsäure (die biologisch aktive Form von Vitamin A) reguliert er die Ausbildung einer Vielzahl von Genen im menschlichen Körper. Er spielt eine zentrale Rolle bei der Entwicklung des embryonalen Verdauungstrakts, des Auges, der Myogenese und des Gehirns (insbesondere des Striatums). Darüber hinaus ist RAR-beta ein Tumorsuppressor und steht daher seit fast zwei Jahrzehnten im Fokus der Krebstherapie.

## Die Forschung
Mutationen im RAR-beta-Protein führen zu MCOPS12 mit pleiotropen Defekten unbekannter Ursache. Die Mutationen in RAR-beta führen höchstwahrscheinlich zu Konformationsänderungen der Ligandenbindungsdomäne des Rezeptors und damit zu veränderter Ligandenbindung und transkriptioneller Aktivität des Rezeptors. Dabei kann es sich um einen Funktionsverlust, eine Funktionsminderung oder einen Funktionsgewinn handeln.
Bewegungsstörungen werden typischerweise durch eine Dysfunktion im Striatum erklärt, das einen entscheidenden Teil des motorischen Kontrollsystems im Gehirn bildet. Der Informationseingang kommt aus dem Hinterhirn durch dopaminerge Neuronen, die sich mit mittelgroßen dornentragenden Projektionsneuronen (engl. medium spiny neurons, abbreviated "MSN") im Striatum verbinden. Das Striatum enthält zwei verschiedene Typen von MSN (D1R und D2R), die Informationen an verschiedene Gehirnregionen weiterleiten. Sowohl D1R als auch D2R sind Dopaminrezeptoren. RAR-beta ist ein Transkriptionsfaktor und der D2R-Dopaminrezeptor ist eines seiner Ziele. Es wird angenommen, dass Veränderungen in der RAR-beta-Transkriptionsaktivität die MSN-Genexpression, die Proteinzusammensetzung und die Stoffwechselaktivität verändern und so zu den beobachteten neurologischen Störungen führen.
Das RAinRARE-Konsortium vereint Forschungsteams aus vier akademischen Einrichtungen, um Krankheitsmodelle zu etablieren und den Mechanismus aufzuklären, durch den mutierte Formen von RAR-beta die Funktionen des Striatums beeinflussen.
Letztendlich zielt das Konsortium darauf ab, therapeutische Ansätze für MCOPS12 und robuste Biomarker zur Überwachung der Effizienz dieser Ansätze zu entwickeln. Die Teams haben über die E-Rare-Plattform eine Finanzierung durch die Europäische Union erhalten, um dieses Forschungsprogramm zu unterstützen.

## Patientenvertretung
Cure MCOPS12 ist eine gemeinnützige Organisation, die 2020 in Österreich gegründet wurde. Ihre Aufgabe ist es, das Bewusstsein für die Krankheit zu schärfen und Spenden zu sammeln, um die wissenschaftliche Forschung und klinische Entwicklung zu unterstützen, die letztendlich zu einer Heilung führen soll. Unter anderem hat Cure MCOPS12 eine Natural-History-Studie für MCOPS12-Patienten finanziert, die im Jahr 2021 beginnen soll.